# 불타는 원
《불타는 원(Пламенный круг)》은 표도르 솔로구프가 출판한 시집이다.
혁명 이전에 솔로구프가 《불타는 원》(1908년)를 출판했을 때에는 이 시집을 심오한 철학과 세련된 미학적 성과에 도달한 정점으로 평가하는 당대의 문인들이 적지 않았다. 하지만 혁명 이후 이 작품은 소비에트 사회주의 문학세계의 장벽에 갇혀 오랫동안 적절한 평가를 받지 못했다.
한국에서도 솔로구프의 독특한 시세계는 독자들에게 거의 알려져 있지 않다. 특히 이 시집은 솔로구프의 여러 작품 가운데에서도 예술적 완성도와 심미성이 가장 높은 시집으로 평가된다. 하지만 시집의 주제와 시인의 세계관을 이해하는 방식에서는 출판 당시에도 비평가들의 상반된 관점이 공존했다. 솔로구프의 시집에 나타난 삶과 죽음의 과정은 영원한 반복에 불과하다며 그의 죽음관을 비극적인 차원에서 이해하는 관점과, 솔로구프의 시에는 가시적인 현세를 넘어서서 신의 본질을 응시하려는 낙관주의 정신이 장엄하게 울려 퍼진다는 관점이 그것이다.
이와 같은 상반된 해석은 솔로구프의 세계관에도 지대한 영향을 주었던 쇼펜하우어의 철학이 서양에서 해석된 맥락과 크게 다르지 않다. 쇼펜하우어가 ≪의지와 표상의 세계≫에서 언급한 바와 같이 솔로구프 역시 세계는 목적도 없이 움직이는 사악하고 맹목적인 악의 의지라는 사실을 인식했으며, 세계는 단지 이 의지의 표상이기에 인간의 운명은 상실, 슬픔, 죽음으로 점철되어 있다고 간주했던 것이 사실이다. 따라서 시집에서 표현하고 있는 윤회와 열반의 관점 역시 이것을 일종의 공포로 생각하였던 서양의 문화사적 맥락과 무관하지 않다.
여기서 쇼펜하우어 사상을 계승한 솔로구프에 대한 해석은 우파니샤드 철학이라는 매개를 통해서 새롭게 이해될 수 있다. 인도를 넘어 전 세계로 전파되었던 우파니샤드의 신비주의적 영성(靈性) 철학은 쇼펜하우어에게도 깊은 영향을 주었다. 쇼펜하우어는 책상에 늘 라틴어로 된 우파니샤드를 놓았고, 잠자리에 들기 전 습관적으로 책장을 넘기며 탐독하곤 하였다. 특히 “우파니샤드는 인류 최고의 지혜의 산물이니, 이것이야말로 곧 인류의 신앙이 될 것”이라고 찬탄하였다고 한다. 또한 쇼펜하우어가 ≪의지와 표상으로서의 세계≫의 초판 서문에서 자신의 사상을 이해하기 위해서 플라톤과 칸트 이외에 우파니샤드 철학에 대한 지식을 요구하고 있다는 사실에서도 그 관련성을 알 수 있다.
《불타는 원》은 〈전생의 가면(Личины переживаний)〉, 〈지상의 고뇌(Земное заточение)〉, 〈죽음의 그물(Сеть смерти)〉, 〈타오르는 향(Дымный ладан)〉, 〈변형(Преображение)〉, 〈점술(Волхвование)〉, 〈고요한 골짜기(Тихая долина)〉, 〈단일한 의지(Единая воля)〉, 〈마지막 위안(Последнее утешение)〉이라는 제목의 9개의 장으로 구성되어 있는데, 마지막 장의 제목인 〈마지막 위안〉은 솔로구프의 세계관과 우파니샤드 사상의 연관성에 쇼펜하우어가 존재한다는 관점을 재확인할 수 있는 단서가 된다. 쇼펜하우어는 우파니샤드를 두고 “내 생애의 위안이자 죽음에 이르기까지의 위안이 될 것”이라고 찬탄하였는데, 솔로구프는 쇼펜하우어의 이런 표현을 염두에 두면서 우파니샤드 사상에 대한 자신의 관점을 시적으로 구현했다는 것을 유추하게 한다.
쇼펜하우어는 누구나 자기 존재의 싹에서 새로운 다른 존재가 발생하게 하려면 현재의 자기 모습을 소멸시켜야 한다고 생각했으며, ‘죽음’이 바로 그 결합된 사슬을 절단하는 해방의 순간이 된다고 간주하였다. 죽음에 대한 쇼펜하우어의 견해에 영향을 받은 솔로구프가 러시아 비평가들에게 페시미즘적인 작가로 낙인찍히게 된 것은 이 때문이다.

## 같이 보기
- 표도르 솔로구프